# Dao (Capiz)
Dao é um município de  quarta classe de renda municipal (d) na província Capiz, nas Filipinas. De acordo com o censo de 1 de maio  de  2020 possui uma população de 33 842 pessoas e 8 333 domicílios.